# Барбьери, Томмазо
Томмазо Барбьери (итал. Tommaso Barbieri; 26 августа 2002, Маджента, Италия) — итальянский футболист, защитник клуба «Ювентус».

## Клубная карьера
11 сентября 2020 года Барбьери подписал пятилетний контракт с фарм-клубом «Ювентуса». 28 сентября 2020 года он дебютировал за «Ювентус (до 23)» в матче против клуба «Про Сесто».
2 ноября 2022 года Барбьери дебютировал за основную команду «Ювентуса» в матче Лиги чемпионов УЕФА против «Пари Сен-Жермен».
20 июля 2023 года Барбьери перешёл в «Пизу» на правах аренды до конца сезона. 5 августа 2023 года дебютировал за новый клуб в товарищеском матче против клуба «Комо».